# Quercus tottenii
Quercus tottenii là một loài thực vật có hoa trong họ Cử. Loài này được Melvin miêu tả khoa học đầu tiên năm 1956.